# BINAC
Der BINAC (Binary Automatic Computer) war ein Großrechner, der 1949 durch die Eckert-Mauchly Computer Corporation gebaut wurde.
Der BINAC war ein direkter Nachfolger der ENIAC, der auf einem binären Zahlensystem aufgebaut wurde (Die ENIAC verwendete ein Dezimalsystem). BINAC wurde durch J. Presper Eckert und John Mauchly der Eckert-Mauchly Computer Corporation entworfen und für die Northrop Corporation gebaut. Der Rechner hatte zwei unabhängige Prozessoren, CPU, jede CPU mit jeweils 512 Datenwort, Verzögerungsleitungspeicher basierend auf Quecksilber. Der BINAC verwendete ca. 700 Vakuumröhren. Die CPU besaß einen Taktzyklus von ca. 4.35 MHz, was sich in einer Zugriffszeit von ca. 10 Mikrosekunden manifestierte. Programme und Daten wurden über eine oktale Tastatur eingegeben.
Northrop holte den BINAC Rechner im September 1949 ab und transportierte ihn zu ihrer Niederlassung. Obwohl der BINAC Rechner die Akzeptanztests bestand, die bei Eckert-Mauchly durchgeführt wurden, funktionierte die Maschine bei der Northrop Corporation nie richtig. Wahrscheinlich wurde die Maschine mit ihren empfindlichen Vakuumröhren während des Transportes beschädigt.